# ケーブルカー (モンマルトル)
モンマルトル・ケーブルカー（フランス語: Funiculaire de Montmartre）は、パリ交通公団（RATP）によって運行されているフランスの首都パリで運行されている自動傾斜エレベーター（ケーブルカー）。パリ・メトロ・ネットワークの一部とみなされており、料金体系は地下鉄と同様で、Navigoの利用も可能。1900年に開業。

## 概要
モンマルトル・ケーブルカーは、ケーブルカー（Funiculaire）という名称であるが、傾斜エレベーターである。2つのキャビンで構成されており、 222段の階段を上ることなくモンマルトルの丘の頂上にあるサクレ・クール寺院にアクセスできる。
標高差は36メートルで、総延長は108メートル。1分30秒未満で到着する。標準軌1.435メートルの複線で、勾配は35.2%に達する。

モンマルトル・ケーブルカーの路線図

## 歴史
- 1891年6月5日：パリ市議会によってケーブルカーの設置が決定する。
- 1900年7月12日または13日：ケーブルカーが水力平衡鉄道（英語版）として開業。
- 1931年11月1日：営業停止。
- 1935年2月2日：電気式のケーブルカーとして、再開業。
- 1990年10月1日：2度目の改修工事のため、営業停止。
- 1991年10月5日：現在の傾斜エレベーターとして運行開始。

## 路線案内
| 駅名 | 駅名          | 接続路線                                                     | 所在地 | 所在地 |
| ---- | ------------- | ------------------------------------------------------------ | ------ | ------ |
| 上駅 | Station haute |                                                              | パリ   | 18区   |
| 下駅 | Station basse | メトロ： 2号線（アンヴェール駅） メトロ： 12号線（アベス駅） | パリ   | 18区   |

- 全線各駅停車、快速運転はない。